# Montjovet

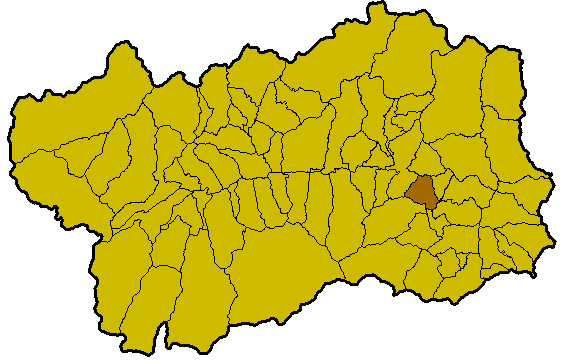
Lage von Montjovet innerhalb der Region Aostatal

 Montjovet  ist eine italienische Gemeinde in der autonomen Region Aostatal. Die Gemeinde zählt 1748 Einwohner (Stand 31. Dezember 2023), liegt auf einer mittleren Höhe von 406 m s.l.m. und verfügt über eine Größe von 18 km². Die Einwohner werden  mongiovettini (it.) oder montjouvins (französisch) genannt. Montjovet ist Mitglied der Unité des Communes valdôtaines Évançon.
Montjovet besteht aus den Ortsteilen (ital. Frazioni, frz. Hameaux) Balmet, Barmachande, Barmata, Berger, Berriaz, Bourg, Broccard, Brun, Chambis, Champérioux, Champ-Sitirou, Chenal, Chenoz, Chosaley, Ciseran, Creston, Croux, Devin, Estaod, Fenillettaz, Fiusey, Fornet, Gaspard, Gettaz, Guaz, Grand-Hoël, Janton, Lavà, Laveuché, Lillaz, Lorià, Meran, Montat, Montquert, Muret, Oley, Plangerp, Perral, Petit-Hoël, Petit-Monde, Plout, Provaney, Quignonaz, Reclou, Rodoz, Ross, Ruelle, Saint-Germain, Taverna, Toffo, Traversière, Tron, Vervaz, Vianà und Vignola. Montjovet ist damit die Gemeinde mit den meisten Ortsteilen innerhalb der Region Aostatal. Die Nachbargemeinden sind Challand-Saint-Victor, Champdepraz, Châtillon, Émarèse, Saint-Vincent und Verrès.
Während der Zeit des Faschismus trug die Gemeinde den italianisierten Namen  Mongiove .

## Weinbau
In Montjovet wird Weinbau betrieben. Der DOC-Wein Arnad-Montjovet besteht zu mindestens 70 % aus der Rebsorte Nebbiolo. Daneben finden die Sorten Freisa, Dolcetto, Neyret, Vien de Nus und Pinot Noir Eingang in den als Verschnitt ausgebauten Rotwein. Auf dem Gemeindegebiet gedeiht auch die sehr seltene Rebsorte Ner d’Ala.